# Christian Friedrich Arnold
Christian Friedrich Arnold, , född den 12 februari 1823 i Drebach, Sachsen, död den 13 juni 1890 i Dresden, var en tysk arkitekt.
Arnold studerade under Sempers ledning och var 1861–1885 professor vid akademien i Dresden. Förutom flera landskyrkor i Sachsen byggde han Villa Souchay vid Elbe (1858–1860), Kreuzschule och ett gymnasium i Dresden samt byggde 1865–1869 om Sofiakyrkan i samma stad i gotisk stil. Arnold gav 1856–1857 ut ett praktverk över hertigliga palatset i Urbino.